# Antonio de Guezala
Antonio de Guezala y Ayrivié. (Bilbao 11 de junio de 1889–13 de septiembre de 1956) fue un pintor español, uno de los fundadores de la Asociación de Artistas Vascos, que presidió en 1917.
Nacido en el seno de una familia de comerciantes, Guezala comenzó en su ciudad natal estudios de comercio, que continuó en Francia y Gran Bretaña. Debido a la fuerte oposición paterna, fue un artista prácticamente autodidacta.
La pintura de Guezala, quizá el más cosmopolita y vanguardista de los artistas bilbaínos del siglo XX, evolucionó desde un inicial modernismo finisecular hasta las nuevas corrientes cubistas y futuristas de su época. Además de la actividad puramente pictórica, Guezala fue también ilustrador, cartelista y realizador de ex-libris. Su inquietud le hizo huir del cultivo de un único estilo.

## Selección de obras
- Retrato de Isidoro de Guinea
- Retrato de Eloísa Guinea de Guezala 1916
- La casa rosa o Elanchobe 1924
- Choque de tranvías en el Arenal 1922
- La puerta giratoria o retrato de Begoña de la Sota 1927